# Remco van Eijden
Remco van Eijden (Amsterdam, 12 september 1977) is een voormalig Nederlands darter. Hij debuteerde in januari 2008 op het hoofdtoernooi van de Lakeside.
In 2004 maakte Van Eijden zijn debuut op het grote podium en tv. Hij had zich via het kwalificatietoernooi geplaatst voor de Doeland Grand Masters, tegenwoordig de Zuiderduin Darts Masters. Van Eijden kwam niet door de poule: hij verloor van Tony Martin met 3-5 en van Mervyn King met 4-5. In 2007 plaatste Van Eijden zich via de ranking voor de Zuiderduin Masters. Hij werd eerste in de poule door Ted Hankey met 5-0 en Niels de Ruiter met 5-2 naar huis te sturen. In de kwartfinale verloor Van Eijden van Gary Anderson.
In 2008 mocht Van Eijden voor het eerst meedoen aan de Lakeside. In de eerste ronde moest hij aantreden tegen landgenoot Mario Robbe. Van Eijden won deze wedstrijd met 3-1. In de tweede ronde moest hij aantreden tegen Scott Waites; deze wedstrijd ging naar Scott Waites met 4-2.
Later in het jaar kreeg Van Eijden van de organisatie van de Zuiderduin Masters een wildcard. Later gaf hij deze uitnodiging terug, omdat hij zich via drie toernooien geplaatst had voor het PDC World Darts Championship 2009.
Op het PDC World Darts Championship 2009 moest Van Eijden in de voorronde aantreden tegen een vrouw, Anastasia Dobromyslova, op dat moment wereldkampioen bij de dames. Van Eijden won deze partij met 5-3. In de eerste ronde wachtte Tony Eccles. Van Eijden kwam 2-0 achter in sets, kwam sterk terug tot 2-2 en nam zelfs een voorsprong in de laatste set. Toch verloor hij deze partij met 2-3.
Later in het jaar 2009 nam Van Eijden ook nog deel aan het Europese kampioenschap van de PDC. In de eerste ronde was Andy Hamilton te sterk voor hem, 5-3.
Eind december 2009 maakte Van Eijden bekend dat hij weer ging terugkeren naar de BDO, waar alles voor hem was begonnen.
Begin 2010 startte hij, samen met Erwin Renkema, de Darts TopTraining op, dit om het darten in Noord-Holland naar een hoger niveau te brengen. In 2010 vond Van Eijden een nieuwe sponsor, D'art9, een nieuw Nederlands dartsmerk.
Op 17 april 2014 bracht sponsor D'art9 de RvE (Remco van Eijden) Signature Series darts uit, een aan Van Eijden toegewijd model van in de voorgaande jaren speciaal voor hem ontwikkelde pijlen waarmee hij onder andere winnaar werd van diverse internationale BDO-hoofdtoernooien en tevens Nederlands Ranking Kampioen.

## Resultaten op Wereldkampioenschappen

### BDO
- 2008: Laatste 16 (verloren van Scott Waites met 2-4)
- 2014: Laatste 32 (verloren van Rick Hofstra met 0-3)
- 2015: Laatste 32 (verloren van Geert De Vos met 1-3)

### WDF
- 2013: Laatste 128 (verloren van Tom Sawyer met 1-4)

### PDC
- 2009: Laatste 64 (verloren van Tony Eccles met 2-3)